# NGC 781
NGC 781 est une galaxie spirale située dans la constellation du Bélier. NGC 781 a été découverte par l'astronome germano-britannique William Herschel en 1784.

## Caractéristiques
Sa vitesse par rapport au fond diffus cosmologique est de 3 206 ± 28 km/s, ce qui correspond à une distance de Hubble de 47,3 ± 3,3 Mpc (∼154 millions d'al).
NGC 781 est une galaxie du champ, c'est-à-dire qu'elle n'appartient pas à un amas ou un groupe et qu'elle est donc gravitationnellement isolée.